# Artemidin chrám v Efesu
Artemidin chrám v Efesu známý též jako Artemísion byl vybudován kolem roku 550 př. n. l. ve městě Efesos na pobřeží Malé Asie. Byl jedním z center kultu bohyně lovu Artemis, největším ze starověkých řeckých chrámů a jedním ze sedmi divů světa. Původní iónský chrám byl zničen požárem ve 4. století př. n. l., byl  obnoven v době helenistické a zanikl v pozdním starověku.

## Historie
V Efesu vzniklo první větší město asi v 13. nebo 14. století před n. l.
V roce 356 př. n. l. byl chrám podpálen žhářem Hérostratem, který uspěl se záměrem tímto své jméno navždy zapsat do historie, když ho přes přísný zákaz zaznamenal historik Theopompos. 
Po dobytí Efesu Alexandrem Velikým byl obnoven, ale roku 262 n. l. byl zničen Góty. Přestože byl ještě jednou obnoven, ztratil ve 4. století po nástupu křesťanství význam. Jeho sporé zbytky objevil roku 1869 Angličan John Turtle Wood.

## Popis
Artemidin chrám postavený v iónském řádu, měl obdélný půdorys o rozměrech 115 x 55 metrů. Střední uzavřená cella obsahující sochu bohyně Artemis byla zdobená drahokamy a vzácnými kovy. Cella byla obklopena celkem 125 štíhlými, 18 metrů vysokými iónskými sloupy, které cellu obíhaly ve dvou řadách. Celý chrám byl z mramoru. Výzdobu doplňovala také řada reliéfů. Ve své době byl chrám nejen jednou z největších staveb řeckého světa, ale byl také považován za jednu z jeho nejkrásnějších staveb a takřka normu iónského architektonického řádu. Proto byl prohlášen za jeden ze sedmi divů světa. Chrám nesloužil pouze kultu bohyně, ale také jako dobové obchodní centrum. U Řeků byla Artemis původně ochránkyní zvířat, a to jak domácích, tak divokých. Později se její působnost rozšířila a stala se dárkyní vláhy a rosy a ochránkyní lesů, hájů a polí.

## Galerie

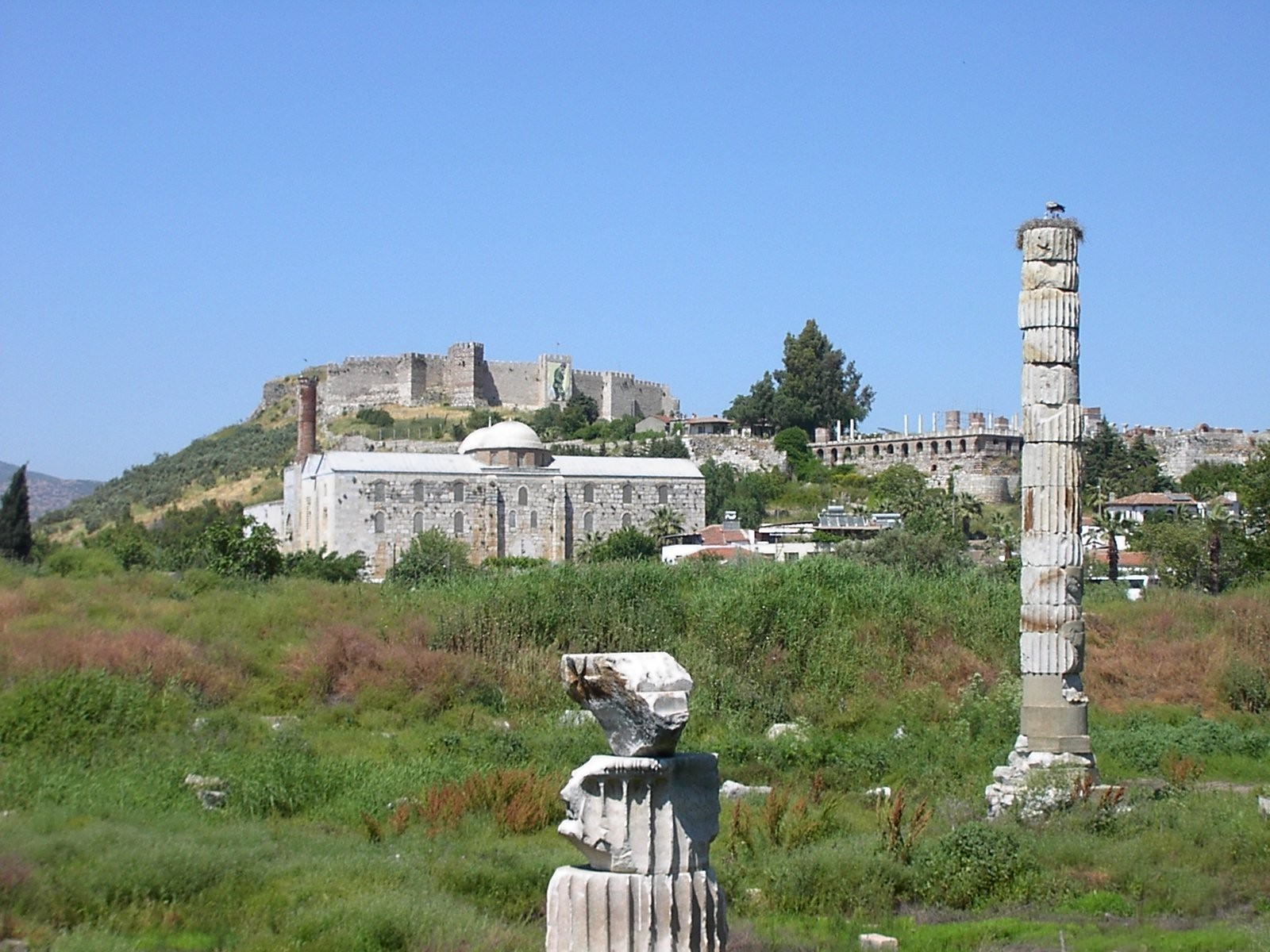
Zbytky Artemidina chrámu
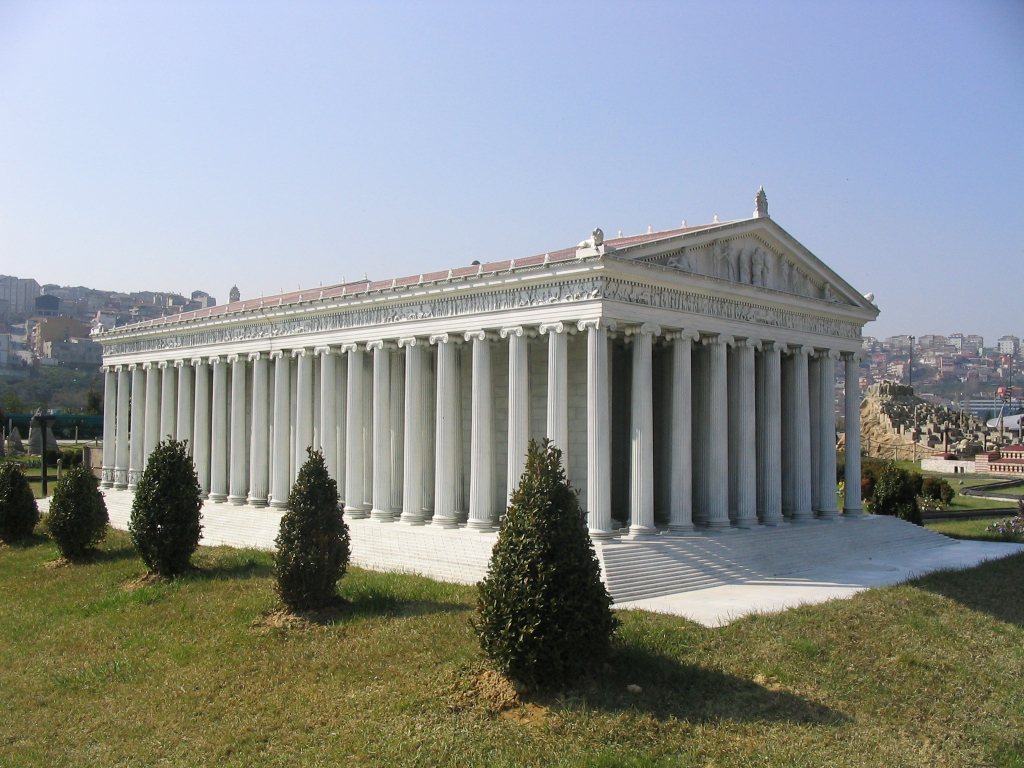
Novodobá představa Artemidina chrámu v parku Miniatürk